# 5-HT3 길항제
5-HT3 길항제(5-HT3 antagonists)는 5-HT3 수용체의 길항제로 작용하는 약물의 한 종류로, 비공식적으로는 세트론(seterons)으로도 불린다. 5-HT3 수용체는 세로토닌 수용체의 한 종류로 미주신경의 말단부와 뇌의 특정 영역에서 발견된다. 과민성 장 증후군의 치료에 쓰이는 알로세트론이나 실란세트론 정도의 예외를 제외하면, 모든 5-HT3 길항제는 구역질과 구토의 예방과 치료에 사용되는 항구토제이다. 특히 암을 치료하기 위한 화학요법 시 발생하는 구역, 구토 조절에 효과적이며, 이때는 치료의 최적표준으로 여겨진다.
5-HT3 길항제는 약물의 이름이 접미사 세트론(-setron)으로 끝나는 것을 보면 확인할 수 있다. 세계보건기구(WHO)의 ATC 코드상에서 A04AA로 분류된다.

## 의학적 사용
5-HT3 길항제는 화학요법 유발성 오심 및 구토(CINV)의 예방과 치료에 가장 효과적인데, 특히 CINV가 시스플라틴과 같이 강하게 구토를 유발하는 약물로 인해 발생한 경우 더욱 효과가 좋다. 이런 목적으로 5-HT3 길항제를 사용하는 경우 단독으로 사용하거나, 더욱 흔하게는 글루코코르티코이드, 보통은 그 중에서도 덱사메타손과 함께 사용한다. 대개 화학요법 약제를 사용하기 직전에 정맥 주사로 투여하지만, 일각에서는 경구 투여가 더 좋다고 주장하기도 한다. 아프레피탄트와 같은 NK1 수용체 길항제와 병용 투여하면 급성과 지연성 CINV 모두를 예방하는 데에 5-HT3 길항제의 효능이 유의미하게 증가한다.
5-HT3 길항제는 방사선요법 유발성 오심 및 구토(RINV)에도 사용할 수 있다. 또한 필요한 경우 수술후 오심 및 구토(PONV)에도 사용할 수 있다. 5-HT3 길항제가 가장 효과적인 것은 CINV이지만 PONV에서도 다른 항구토제만큼 효과적이라고 알려져 있다.
반면 멀미에서는 5-HT3 길항제가 효과적이지 못하다고 최근의 연구들에서는 주장한다. 온단세트론이 구급 항공기 직원의 멀미를 줄일 수 있는지 알아본 무작위 대조 시험에서는 주관적인 증상은 개선되었으나 통계적으로 유의미하지는 못했다고 밝혔다.

## 목록
- 온단세트론은 최초의 5-HT3 길항제로 1984년 글락소에서 개발하였다. 그 효능은 1987년 동물 모형을 통해 처음 알려졌으며,[10][11] 이후 몇 년간 널리 연구되었다.[12] 미국 식품의약국(FDA)에서는 1991년 온단세트론의 사용을 허가하였으며, 이후 다양한 국가들에서도 차례로 사용을 승인하였다. 증상의 중증도에 따라 하루에 여러 번 투여할 수 있다.
- 트로피세트론은 1984년 처음 기술되었다.[13] 영국, 오스트레일리아, 프랑스 등 여러 국가에서 사용할 수 있으나 미국에서는 쓸 수 없다. 대한민국에서도 CINV의 예방과 PONV의 완화를 목적으로 사용할 수 있으며 1996년 사용 승인되었다.[14] 트로피세트론의 효과는 24시간까지 지속되므로 하루에 1회만 투여하여도 된다.
- 그라니세트론은 1988년 개발되었다.[15] 미국, 영국, 오스트레일리아 등에서 이용 가능하며 대한민국에서도 CINV, RINV, PONV를 적응증으로 2011년 사용 승인되었다.[16] 임상시험에 따르면 지연성 CINV, 즉 처음으로 항암제를 투여한 지 24시간 이상 후에 나타나는 오심과 구토를 예방하는 데에 다른 5-HT3 길항제보다 효과적일 수 있다.[17] 하루 1회 투여한다.
- 돌라세트론은 1989년에 처음으로 문헌에 언급된다.[18] 돌라세트론 자체는 전구약물이므로 대부분의 효과는 돌라세트론의 활성 대사산물인 하이드로돌라세트론에 의해 발생한다. 하이드로돌라세트론은 간의 효소인 카보닐 환원효소에 의해 만들어진다. 돌라세트론은 1997년 FDA의 승인을 받았으며 1일 1회 투여한다.
- 팔로노세트론은 미국 시장에서 비교적 최근에 허가를 받은 5-HT3 길항제로, 지연성 CINV 예방에 효과적이다.[19] FDA는 2003년에 팔로노세트론 사용을 승인하였고,[20] 이때 처음에는 정맥 주사용으로 승인하였다. 대형 임상시험에서 경구 제제는 정맥 주사로 사용했을 때만큼 지연성 CINV에 효과적이지 못한 것으로 결론 지어져, 2008년 8월 22일 급성 CINV에 대해서만 경구 제제가 승인되었다.[21]
- 라모세트론은 일본과 대한민국, 인도 등 일부 아시아 국가에서 사용할 수 있는 5-HT3 길항제이다.[22] 이전에 개발되었던 5-HT3 길항제보다 높은 수용체 친화력을 가지며, 그 효과가 이틀 이상 지속되어 지연성 CINV에 대해 다른 약물보다 유의미하게 효과적이다.[23] 동물 연구에서는 과민성 장 증후군 유사 증상에도 효과적이라고 보고된 바 있다.[24]

알로세트론과 실란세트론은 항구토제가 아니며, 대신 이 약들은 설사가 주된 증상인 과민성 장 증후군 치료를 적응증으로 한다. 알로세트론은 궤양성 대장염과 같은 심각한 부작용이 허용할 수 없는 수준으로 자주 발생하여 2000년 이후 미국 시작에서 철수하였다. 따라서 현재 알로세트론은 엄격한 조건을 충족하는 경우에만 제한적으로 사용할 수 있다. 한편 실란세트론의 개발사인 솔베이는 FDA로부터 추가적인 임상시험 없이는 승인이 불가능하다는 통보를 받았고, 이후의 개발은 중지되었다.
시사프리드, 렌자프리드, 메토클로플라마이드 등의 특정 위장운동촉진제는 5-HT3 수용체에 대한 선택적인 길항제는 아니지만, 5-HT3 수용체에 약한 수준의 길항 효과를 보인다. 생강에서 발견되는 다이테르페노이드인 갈라노락톤은 5-HT3 길항제로, 생강이 구토를 억제하는 이유를 최소한 부분적으로나마 설명할 수 있다고 여겨진다. 미르타자핀은 5-HT2 수용체와 5-HT3 수용체에 길항 효과를 가진 사환계 항우울제로 항구토 효과와 진정 효과가 강하다. 미르타자핀은 CINV 치료에 표준 치료법과 대등한 수준으로 효과적이라고 밝혀져 있다. 또한 미르타자핀의 항우울 효과가 암 환자에게는 추가적인 득이 될 수 있다고도 생각된다. 또한 항구토 효과로 인해 미르타자핀을 위의 운동성 장애인 위마비 치료에 이용하기도 한다. 비정형 항정신병제인 올란자핀은 미르타자핀과 비슷한 항구토 효과를 보이며, CINV의 치료 가능성도 보여준다.

## 부작용
5-HT3 길항제와 관련된 부작용이 소수 있다. 가장 흔한 것은 변비와 설사, 두통, 어지럼증이다. 시클리진과 같이 항구토 효능을 가진 항히스타민제와 달리, 5-HT3 길항제는 진정 효과나 추체외로 증상을 발생시키지 않는다.
모든 5-HT3 길항제는 무증상의 심전도 변화와 관련이 있는데, 가령 PT 간격과 QT 간격의 연장이나 특정 부정맥 등이 발생할 수 있다. 이러한 부작용의 임상적 중요성은 아직 제대로 알려지지 않았다.

## 작용 기전
5-HT3 수용체는 미주신경, 고립로핵, 맨아래구역 등 구토에 관여하는 여러 중요 부위에 존재한다. 세로토닌은 화학요법에 사용되는 항암제에 반응하여 작은창자의 장크로마핀세포로부터 분비되고, 5-HT3 수용체를 통해 미주신경의 들신경을 자극하여 구토반사를 시작한다. 5-HT3 길항제는 세로토닌이 5-HT3 수용체에 결합하는 것을 억제하여 구토를 막는다. 5-HT3 수용체가 중추신경계에서 가장 높은 농도로 분포하는 곳은 고립로핵과 화학수용체 방아쇠 구역으로, 5-HT3 길항제는 이 부위들에도 작용하여 구토와 구역질을 억제할 수도 있다. 5-HT3 길항제는 5-HT3 수용체에 매우 선택적이어서 도파민 수용체, 히스타민 수용체, 무스카린성 아세틸콜린 수용체 등 다른 수용체에 대한 친화력은 거의 없다.

## 약리학

### 약동학
모든 5-HT3 길항제는 경구 투여 후 잘 흡수되어 효과적으로 작용한다. 또한 사이토크롬 P450에 속하는 여러 효소들에 의해 간에서 잘 대사된다. 그러나 5-HT3 길항제는 이들 효소를 유도하거나 억제하지는 않는다.

### 약제 간 비교
5-HT3 길항제는 그 작용 기전이 모두 같으나 화학적 구조가 다르므로 수용체에 대한 친화력, 용량 반응, 효과가 나타나는 시간 등이 모두 다르다. 또한 각 물질이 사이토크롬 P450 시스템에서 대사되는 효소와 경로도 다르다. 이로 인해 하나의 5-HT3 길항제에 내성이 있는 환자라도 다른 5-HT3 길항제를 사용하면 치료 효과가 있을 수 있다. 가령 환자의 활성 CYP2D6 대립유전자 수와, 시스플라틴 치료를 받을 때 온단세트론과 트로피세트론을 사용했을 때 구토 경험의 횟수 간에는 상관관계가 있다. 여러 개의 대립유전자를 가진 경우 항구토제에 반응하지 않는 경향이 있었고 그 역도 마찬가지였다.
| 약물명                  | 화학적 특징         | 작용 기전                                                                       | T1/2       | 대사                                  | 용량                  |
| ----------------------- | ------------------- | ------------------------------------------------------------------------------- | ---------- | ------------------------------------- | --------------------- |
| 온단세트론              | 카바졸 유도체       | 5-HT3 수용체 길항제, 약한 5-HT4 길항제                                          | 3.9시간    | CYP1A1/2, CYP2D6, CYP 3A3/4/5         | 0.15 mg/kg            |
| 그라니세트론            | 인다졸              | 5-HT3 수용체 길항제                                                             | 9–11.6시간 | CYP3A3/4/5                            | 10 μg/kg              |
| 돌라세트론              | 인돌                | 5-HT3 수용체 길항제                                                             | 7–9시간    | CYP 3A3/4/5, CYP2D6                   | 0.6–3 mg/kg           |
| 팔로노세트론            | 아이소퀴놀린        | 5-HT3 수용체 길항제, 5-HT3 길항제 중에서 5-HT3 수용체에 대한 친화력이 가장 강함 | 40시간     | CYP1A2, CYP2D6, CYP3A3/4/5            | 0.25 mg x 1회         |
| 라모세트론              | 벤즈이미다졸 유도체 | 5-HT3 수용체 길항제                                                             | 5.8시간    |                                       | 300 μg/kg             |
| 트로피세트론            | 인돌                | 5-HT3 수용체 길항제                                                             | 5.6시간    | CYP 3A3/4/5, CYP2D6                   | 200 μg/kg             |
| 보티옥세틴 (브린텔릭스) | 인돌                | 5-HT3수용체 길항제, 세로토닌 재흡수 억제제                                      | 66시간     | CYP 2D6/ 2A6/CYP2B6/CYP2C8/9, CYP2C19 | 5 mg, 10 mg, 20 mg 등 |